# Wschodnioniemiecka Formuła 3 Sezon 1954
Sezon 1954 był piątym sezonem Wschodnioniemieckiej Formuły 3.
Pojemność silników samochodów była ograniczona do 500 cm³.

## Kalendarz wyścigów
| Runda | Data        | Tor              | Pole position   | Najszybsze okrążenie | Zwycięzca (kierowcy) | Zwycięzca (zespoły) |
| ----- | ----------- | ---------------- | --------------- | -------------------- | -------------------- | ------------------- |
| 1     | 16 maja     | Lipsk            | Theo Helfrich   | Theo Helfrich        | Theo Helfrich        | Theo Helfrich       |
| 2     | 13 czerwca  | Dresden-Hellerau | Kurt Ahrens sr. | Theo Helfrich        | Theo Helfrich        | Theo Helfrich       |
| 3     | 8 sierpnia  | Halle-Saale      | ?               | Kurt Ahrens sr.      | Theo Helfrich        | Theo Helfrich       |
| 4     | 15 sierpnia | Sachsenring      | Theo Helfrich   | Theo Helfrich        | Theo Helfrich        | Theo Helfrich       |

## Klasyfikacja kierowców

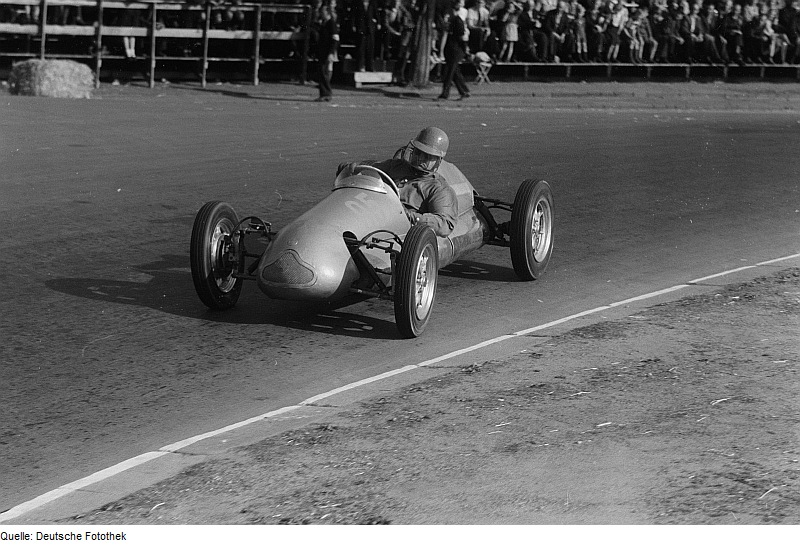
Adolf Weber podczas zawodów w Lipsku

| Legenda oznaczeń w tabelach wyników Wyświetl szablon na nowej stronie | Legenda oznaczeń w tabelach wyników Wyświetl szablon na nowej stronie                                                                     |
| Oznaczenie                                                            | Wyjaśnienie |
| --------------------------------------------------------------------- | --- |
| Złoty                                                                 | Zwycięzca lub mistrzostwo |
| Srebrny                                                               | 2. miejsce lub wicemistrzostwo |
| Brązowy                                                               | 3. miejsce lub II wicemistrzostwo |
| Zielony                                                               | Ukończył, punktował (w klasyfikacji generalnej, gdy zdobył co najmniej jeden punkt na przestrzeni sezonu, poza trzema powyższymi opcjami) |
| Niebieski                                                             | Ukończył, nie punktował (w klasyfikacji generalnej, gdy nie zdobył co najmniej jednego punktu na przestrzeni sezonu)                      |
| Czerwony                                                              | Nie zakwalifikował się (NZ) |
| Czerwony                                                              | Nie prekwalifikował się (NPK) |
| Różowy                                                                | Nie ukończył (NU) |
| Różowy                                                                | Niesklasyfikowany (NS) (w klasyfikacji generalnej, gdy nie został sklasyfikowany w żadnym wyścigu sezonu)                                 |
| Czarny                                                                | Zdyskwalifikowany (DK) |
| Czarny                                                                | Wykluczony (WYK/EX) |
| Biały                                                                 | Nie wystartował (NW) |
| Biały                                                                 | Kontuzjowany (K/INJ) |
| Biały                                                                 | Wyścig odwołany (OD/C) |
| Bez koloru                                                            | Został wycofany (WYC/WD) |
| Bez koloru                                                            | Nie przybył (NP/DNA) |
| Bez koloru                                                            | Nie brał udziału w treningach (NT/DNP) |
| Bez koloru                                                            | Nie został zgłoszony (–) |
| Pogrubienie                                                           | Start z pole position |
| Kursywa                                                               | Najszybsze okrążenie wyścigu |
| †                                                                     | Nie ukończył, ale jego rezultat został zaliczony ze względu na przejechanie więcej niż 90% dystansu wyścigu.                              |
| *                                                                     | Sezon w trakcie |
| 1/2/3                                                                 | Punktowana pozycja w sprincie kwalifikacyjnym                                                                                             |
| Lista systemów punktacji Formuły 1                                    | |

| Poz.                                          | Kierowca             | Zespół                        | LIP | DRE | HSS | SCH | Punkty |
| --------------------------------------------- | -------------------- | ----------------------------- | --- | --- | --- | --- | ------ |
| 1                                             | Willy Lehmann        | BSG Einheit Bitterfeld        | NU  | 2   | 3   | 4   | 21     |
| 2                                             | Gerhard Demmrich     | BSG Einheit Greiz             | NU  | 3   | 5   | 6   | 10     |
| 3                                             | Günter Lenssen       | BSG Motor Mitte Zeitz         | 2   | ?   | 4   | 5   | 8      |
| 4                                             | Karl-August Bergmann | BSG Traktor Güstrow           | NU  | 4   | -   | -   | 3      |
| NS                                            | Adolf Weber          | BSG Lokomotive Mühlhausen     | 3   | ?   | ?   | ?   | 0      |
| NS                                            | Josef Ortschitt      | BSG Motor Eisenach            | -   | -   | 6   | -   | 0      |
| NS                                            | Gerhard Zschoche     | BSG Chemie Wolfen             | NU  | -   | ?   | ?   | 0      |
| NS                                            | Günther Wurlitzer    | BSG Traktor Wiederoda         | NW  | -   | -   | ?   | 0      |
| NS                                            | Martin Limmer        | BSG Einheit Greiz             | NU  | ?   | ?   | ?   | 0      |
| NS                                            | Franz Horn           | BSG Lokomotive Delitzsch      | NU  | ?   | ?   | ?   | 0      |
| NS                                            | Werner Lenke         | BSG Motor IFA Karl-Marx-Stadt | NU  | ?   | ?   | ?   | 0      |
| NS                                            | Albert Lässig        | BSG Lokomotive Warnemünde     | NU  | ?   | -   | -   | 0      |
| NS                                            | Werner Finke         | BSG Stahl Hennigsdorf         | NW  | -   | -   | -   | 0      |
| NS                                            | Fritz Krakow         | BSG Lokomotive Teterow        | -   | ?   | -   | -   | 0      |
| NS                                            | Horst Mansfeld       | BSG Chemie Wolfen             | -   | ?   | ?   | -   | 0      |
| NS                                            | Günter Kostecki      | BSG Einheit Dessau            | -   | ?   | -   | -   | 0      |
| NS                                            | Gerhard Brembach     | BSG Motor Immelborn           | -   | -   | ?   | -   | 0      |
| NS                                            | Helmut Zimmer        | BSG Lokomotive Mitte Dresden  | -   | -   | ?   | ?   | 0      |
| Kierowcy niedopuszczeni do zdobywania punktów |                      |                               |     |     |     |     |        |
| NS                                            | Theo Helfrich        | Theo Helfrich                 | 1   | 1   | 1   | 1   | 0      |
| NS                                            | Kurt Kuhnke          | Kurt Kuhnke                   | -   | ?   | 2   | ?   | 0      |
| NS                                            | Adolf Lang           | Adolf Lang                    | -   | -   | -   | 2   | 0      |
| NS                                            | Kurt Ahrens sr.      | Kurt Ahrens                   | DK  | ?   | NU  | 3   | 0      |
| NS                                            | Karl Busch           | Karl Busch                    | -   | 5   | -   | ?   | 0      |
| NS                                            | Hans Senf            | Hans Senf                     | -   | ?   | -   | ?   | 0      |
| NS                                            | Oswald Karch         | Oswald Karch                  | -   | ?   | -   | -   | 0      |
| NS                                            | Willi Sturzebecher   | Willi Sturzebecher            | -   | ?   | ?   | ?   | 0      |
| NS                                            | Karl Jehle           | Karl Jehle                    | -   | ?   | -   | -   | 0      |
| NS                                            | Otto Kolan           | Otto Kolan                    | -   | -   | ?   | ?   | 0      |
| NS                                            | Walter Weeke         | Walter Weeke                  | -   | -   | -   | ?   | 0      |